# Kroneckersches Lemma
Das Kroneckersche Lemma handelt von Grenzwerten in der Mathematik. Es ist benannt nach dem deutschen Mathematiker Leopold Kronecker.

## Lemma
Sei {\displaystyle (a_{k})_{k\in \mathbb {N} }} eine Folge reeller Zahlen.
Sei {\displaystyle (b_{k})_{k\in \mathbb {N} }} eine monotone, unbeschränkte Folge positiver reeller Zahlen.
Falls {\displaystyle \sum _{k=1}^{n}{\frac {a_{k}}{b_{k}}}} konvergiert, so folgt {\displaystyle {\frac {1}{b_{n}}}\sum _{k=1}^{n}a_{k}\to 0}.

## Folgerung
Obiges Lemma vereinfacht sich beim Setzen von {\displaystyle b_{k}=k} für alle {\displaystyle k\in \mathbb {N} } zu folgender Aussage:
Sei {\displaystyle (a_{k})_{k\in \mathbb {N} }} eine Folge reeller Zahlen.
Falls {\displaystyle \sum _{k=1}^{n}{\frac {a_{k}}{k}}} konvergiert, so folgt {\displaystyle {\frac {1}{n}}\sum _{k=1}^{n}a_{k}\to 0}.

## Anwendung
Das Kroneckersche Lemma kann man zum Beweis des starken Gesetzes der großen Zahlen verwenden.